# Baliospermum angustifolium
Baliospermum angustifolium är en törelväxtart som beskrevs av Yong Tian Chang. Baliospermum angustifolium ingår i släktet Baliospermum och familjen törelväxter. Inga underarter finns listade i Catalogue of Life.